# Colombia Juniors
Das Colombia Juniors (auch Colombia Junior International genannt) ist im Badminton die offene internationale Meisterschaft von Kolumbien für Junioren und damit das bedeutendste internationale Juniorenturnier in Kolumbien. Es wurde erstmals 2015 ausgetragen.

## Die Sieger
| Saison    | Herreneinzel        | Dameneinzel                   | Herrendoppel                        | Damendoppel                                                         | Mixed                                             |
| --------- | ------------------- | ----------------------------- | ----------------------------------- | ------------------------------------------------------------------- | ------------------------------------------------- |
| 2015      | Ivan Elyouri Perozo | Damaris Mercedes Ortiz Parada | Ivan Elyouri Perozo Quijada Willfer | Damaris Mercedes Ortiz Parada Martínez Rodríguez Katherine Andreina | Ivan Elyouri Perozo Damaris Mercedes Ortiz Parada |
| 2016      | Uriel Canjura       | Jaqueline Lima                | Harrison Cardenas Yamit Gironza     | Tatiana Caicedo Munoz Liceth Camila Sanchez Lozano                  | Uriel Canjura Fátima Centeno                      |
| 2017 2024 | nicht ausgetragen   | nicht ausgetragen             | nicht ausgetragen                   | nicht ausgetragen                                                   | nicht ausgetragen                                 |